# هاريمان (نيويورك)
هاريمان (بالإنجليزية: Harriman, New York)‏ هي بلدة تقع في الولايات المتحدة في مقاطعة أورانج، نيويورك. يقدر عدد سكانها بـ 2,424 نسمة ومساحتها 2.6 كم2 وترتفع عن سطح البحر 164 متر.

## التركيبة السكانية
حدّد مكتب تعداد الولايات المتحدة بيانات التركيبة السكانية لهاريمان في تعداد الولايات المتحدة. في ما يلي، التركيبة السكانية حسب تعدادي 2000 و2010.

### تعداد عام 2000
بلغ عدد سكان هاريمان 2,252 نسمة بحسب تعداد عام 2000، وبلغ عدد الأسر 927 أسرة وعدد العائلات 589 عائلة مقيمة في القرية. في حين سجلت الكثافة السكانية 849.8 نسمة لكل كيلومتر مربع (2,201.0/ميل2). وبلغ عدد الوحدات السكنية 958 وحدة بمتوسط كثافة قدره 361.5 لكل كيلومتر مربع (936.3/ميل2).
وتوزع التركيب العرقي للقرية بنسبة 81.71% من البيض و4.80% من الأمريكيين الأفارقة و0.31% من الأمريكيين الأصليين و7.37% من الأمريكيين ذوي الأصول الآسيوية و2.40% من الأعراق الأخرى و3.42% من عرقين مختلطين أو أكثر و9.90% من الهسبانيون أو اللاتينيون من أي عرق.
بلغ عدد الأسر 927 أسرة كانت نسبة 37.1% منها لديها أطفال تحت سن الثامنة عشر تعيش معهم، وبلغت نسبة الأزواج القاطنين مع بعضهم البعض 46.8% من أصل المجموع الكلي للأسر، ونسبة 12.2% من الأسر كان لديها معيلات من الإناث دون وجود شريك، بينما كانت نسبة 4.5% من الأسر لديها معيلون من الذكور دون وجود شريكة وكانت نسبة 36.5% من غير العائلات. تألفت نسبة 29.9% من أصل جميع الأسر من عدة أفراد يعيشون في نفس المنزل ونسبة 10% كانت تتألف من شخص يعيش بمفرده يبلغ من العمر 65 عاماً أو أكثر. وبلغ متوسط حجم الأسرة المعيشية 2.43، أما متوسط حجم العائلات فبلغ 3.10.
بلغ العمر الوسطي للسكان 35.2 عاماً. وكانت نسبة 26.2% من القاطنين تحت سن الثامنة عشر، وكانت نسبة 5.9% بين الثامنة عشر والرابعة والعشرين عاماً، ونسبة 38.2% كانت واقعةً في الفئة العمرية ما بين الخامسة والعشرين والرابعة والأربعين عاماً، ونسبة 19.9% كانت ما بين الخامسة والأربعين والرابعة والستين، ونسبة 9.7% كانت ضمن فئة الخامسة والستين عاماً فما فوق. يوجد لكل 100 أنثى 98.8 ذكر، ويوجد لكل 100 أنثى في الثامنة عشر من عمرها فما فوق 92.7 ذكر.
بلغ متوسط دخل الأسرة في القرية 60,089 دولارًا، أما متوسط دخل العائلة فبلغ 63,631 دولارًا. وكان متوسط دخل الذكور 46,875 دولارًا مقابل 41,280 دولارًا للإناث. وسجل دخل الفرد الخاص بالقرية 25,414 دولارًا. وكانت نسبة 2.2% من العائلات ونسبة 2.2% من السكان تحت خط الفقر، وكان من هؤلاء نسبة 1.8% تحت سن الثامنة عشر ونسبة 6% في الخامسة والستين من العمر وما فوق.

### تعداد عام 2010
بلغ عدد سكان هاريمان 2,424 نسمة بحسب تعداد عام 2010، وبلغ عدد الأسر 990 أسرة وعدد العائلات 618 عائلة مقيمة في القرية. في حين سجلت الكثافة السكانية 914.7 نسمة لكل كيلومتر مربع (2,369.1/ميل2). وبلغ عدد الوحدات السكنية 1,038 وحدة بمتوسط كثافة قدره 391.7 لكل كيلومتر مربع (1,014.5/ميل2).
وتوزع التركيب العرقي للقرية بنسبة 66.87% من البيض و13.41% من الأمريكيين الأفارقة و0.74% من الأمريكيين الأصليين و10.35% من الأمريكيين ذوي الأصول الآسيوية و0.04% من سكان جزر المحيط الهادئ و5.16% من الأعراق الأخرى و3.42% من عرقين مختلطين أو أكثر و18.11% من الهسبانيون أو اللاتينيون من أي عرق.
بلغ عدد الأسر 990 أسرة كانت نسبة 34.1% منها لديها أطفال تحت سن الثامنة عشر تعيش معهم، وبلغت نسبة الأزواج القاطنين مع بعضهم البعض 43.9% من أصل المجموع الكلي للأسر، ونسبة 13.4% من الأسر كان لديها معيلات من الإناث دون وجود شريك، بينما كانت نسبة 5.1% من الأسر لديها معيلون من الذكور دون وجود شريكة وكانت نسبة 37.6% من غير العائلات. تألفت نسبة 30% من أصل جميع الأسر من عدة أفراد يعيشون في نفس المنزل ونسبة 7.6% كانت تتألف من شخص يعيش بمفرده يبلغ من العمر 65 عاماً أو أكثر. وبلغ متوسط حجم الأسرة المعيشية 2.45، أما متوسط حجم العائلات فبلغ 3.13.
بلغ العمر الوسطي للسكان 37.1 عاماً. وكانت نسبة 23.2% من القاطنين تحت سن الثامنة عشر، وكانت نسبة 8% بين الثامنة عشر والرابعة والعشرين عاماً، ونسبة 32.2% كانت واقعةً في الفئة العمرية ما بين الخامسة والعشرين والرابعة والأربعين عاماً، ونسبة 26.7% كانت ما بين الخامسة والأربعين والرابعة والستين، ونسبة 9.9% كانت ضمن فئة الخامسة والستين عاماً فما فوق. وتوزع التركيب الجنسي للسكان بنسبة 48.6% ذكور و51.4% إناث.

## أعلام
- جيرمين باول